# Arthur von Eppinghoven

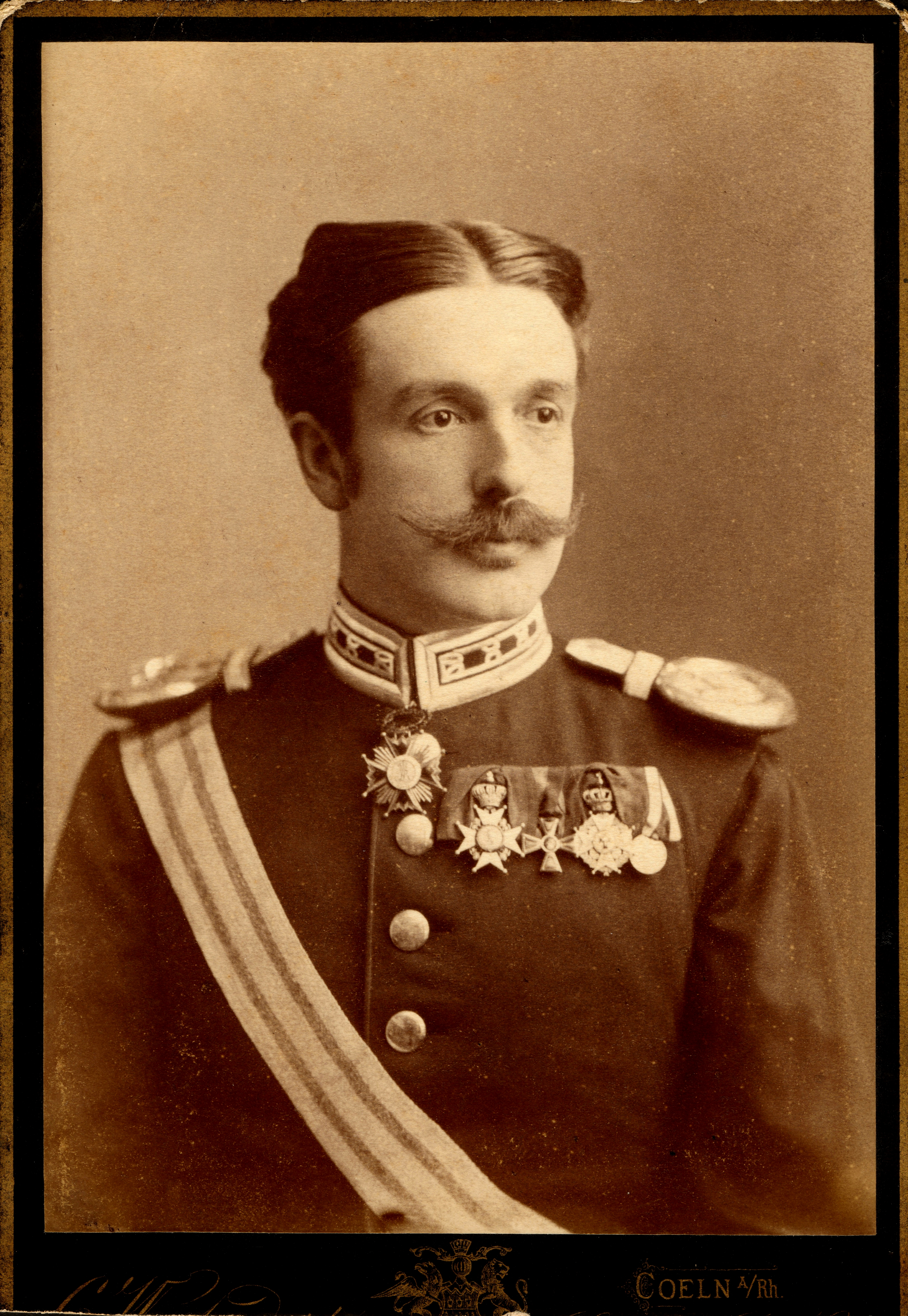
Arthur von Eppinghoven

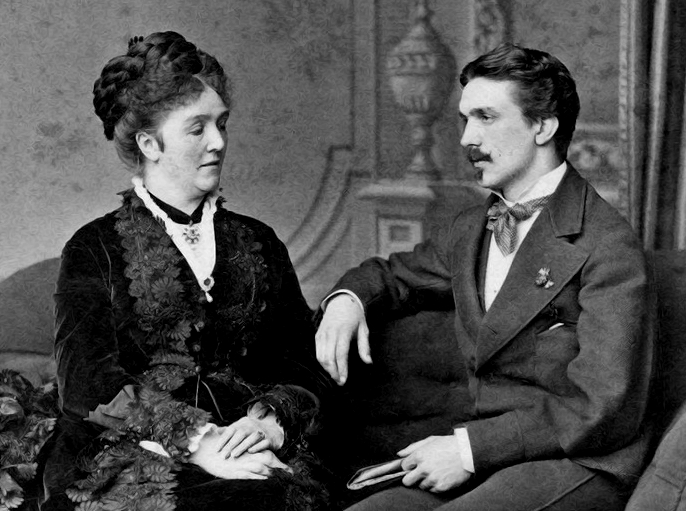
Arthur von Eppinghoven mit seiner Mutter.

Christian Friedrich Arthur Meyer von Eppinghoven (* 25. September 1852 in Laeken; † 9. November 1940 in Etterbeek) war der jüngste Sohn von König Leopold I. und seiner Mätresse Arcadie Claret.

## Biographie
Arthur von Eppinghoven ging als zweites von zwei Kindern aus der außerehelichen, mehr als 20 Jahre währenden Verbindung Leopolds mit Arcadie Claret hervor. Er hatte einen leiblichen Bruder Georges-Frédéric von Eppinghoven (* 14. November 1849 in Lüttich; † 3. Februar 1904 in Langenfeld (Rheinland)) und vier Halbgeschwister aus der ehelichen Verbindung Leopolds mit Louise d’Orléans:
- Louis Philippe (1833–1834)
- Leopold (1835–1909), als Leopold II. König der Belgier, ⚭ 1853 Marie Henriette von Österreich
- Philipp (1837–1905) ⚭ 1867 Maria Luise von Hohenzollern-Sigmaringen
- Charlotte (1840–1927) ⚭ 1857 Maximilian I. von Mexiko

Nachdem Arcadie mit Hilfe von Leopold als Kreditgeber Besitzerin des Schlosses Stuyvenberg, in der Nähe von Schloss Laeken wurde, wurde dort Arthur geboren. Er verbrachte dort seine Kinder- und Jugendzeit mit seinen Eltern, er und sein Bruder Georg von Eppinghoven genossen eine fürstliche Erziehung. Aufgrund einer Scheinehe seiner Mutter mit Leopolds Hofstallmeister Ferdinand Meyer (* 1808 in Coburg; † 1864 in Karlsruhe) hatte er den Nachnamen Meyer bei seiner Geburt.
1862 wurden Arthur und sein Bruder auf Bitten Leopolds durch seinen Neffen, Herzog Ernst II. von Sachsen-Coburg-Gotha, nobilitiert. Beide erlangten den erblichen Adelstitel und wurden Freiherren von Eppinghoven, ein Titel, der an ihre männlichen Nachkommen weitergegeben werden konnte. Ihre Mutter erhielt 1863 den Titel Baronin von Eppinghoven. Dazu ließen sich Arcadia und Meyer 1861 scheiden. Der Name geht auf das Kloster Eppinghoven in Holzheim zurück. Dieses war im Besitz von Leopold, bis er es 1851 an Arcadie verkaufte.
Er wurde Großmarschall am herzoglichen Hof von Coburg und Adjutant des Königs von Bulgarien. Er war Hofkavalier und Lieutenant à la suite des Herzogs von Coburg. Als Vertreter der herzoglichen Familie von Coburg nahm er an der Beerdigung von König Leopold II., seinem Halbbruder, teil.
Er hatte folgende Auszeichnungen erhalten:
- Ritter II. Klasse des Herzoglich Sachsen–Ernestinischen Hausordens
- Verdienst-Medaille für Kunst und Wissenschaft
- Königlich Portugiesischer Christus–Orden

Nach dem Tod des Königs übersiedelte sie mit der Familie ins Rheinland, wo die Familie weiteres Eigentum erwarb, so in den 1860er Jahren der Roggendorferhof in Katzberg in Monheim. Dieses Gut und den Steprather Hof erbte Arthur schließlich 1897. 1886 erwarb Arthur den Laacher Hof, den er 1909 an den Bürgermeister und den Pastor von Dinslaken verkaufte. Weiterer Immobilienbesitz im Rheinland waren unter anderem Schloss Katzberg und Gut Langfort in Langenfeld. Der für die Siedlung Steinrausch benötigte Grund und Boden wurde von der Familie abgegeben.
Arthur von Eppinghoven heiratete 1887 Anna Lydia Harris (* 9. September 1862 in Genua; † 31. August 1944 in Ixelles), die Tochter des Generalkonsuls von Großbritannien in Nizza, Sir James Harris, und seiner Frau, Baroness Gerhardine von Gall. Sie hatten eine Tochter, Louise-Marie (* 4. Januar 1894 Wiesbaden; † 3. April 1966 in Etterbeek), deren Paten Prinzessin Louise von Belgien und König Ferdinand I. von Bulgarien waren.
Nach der Niederlage Deutschlands 1918 mussten die deutschen Monarchen abdanken, darunter auch der Herzog Carl Eduard von Sachsen-Coburg und Gotha, wodurch Arthur von Eppinghoven seine Funktionen und seine Bezüge verlor. 1924 zog er mit Frau und Tochter nach Etterbeek in Belgien. 1934 ließ er seinen Namen im Standesamt von Meyer in von Eppinghoven ändern und erwarb die belgische Staatsangehörigkeit. Seine Frau bat König Albert I. um materielle Unterstützung, die sie in Form einer Leibrente erhielt.
Arthur von Eppinghoven starb im November 1940. Er ist auf dem Friedhof von Laeken in der Nähe der Königlichen Krypta begraben. Nach seinem Tod erhielten seine Witwe und seine Tochter weiterhin finanzielle Unterstützung durch die belgische Königsfamilie in Form von Vorschüssen auf das Erbe von Arthurs Halbschwester, Kaiserin Charlotte. Prinzregent Karl half ihnen auch, indem er ihr Haus, die Rue Gérard in Etterbeek, von der Koninklijke Schenking  kaufen ließ und es ihnen lebenslang kostenlos zur Verfügung stellte. Die einzige Tochter, Louise-Marie von Eppinghoven starb unverheiratet und wurde bei ihrem Vater beerdigt.

## Wappen

Wappen von Eppinghoven